# عمارت درویش پاشا

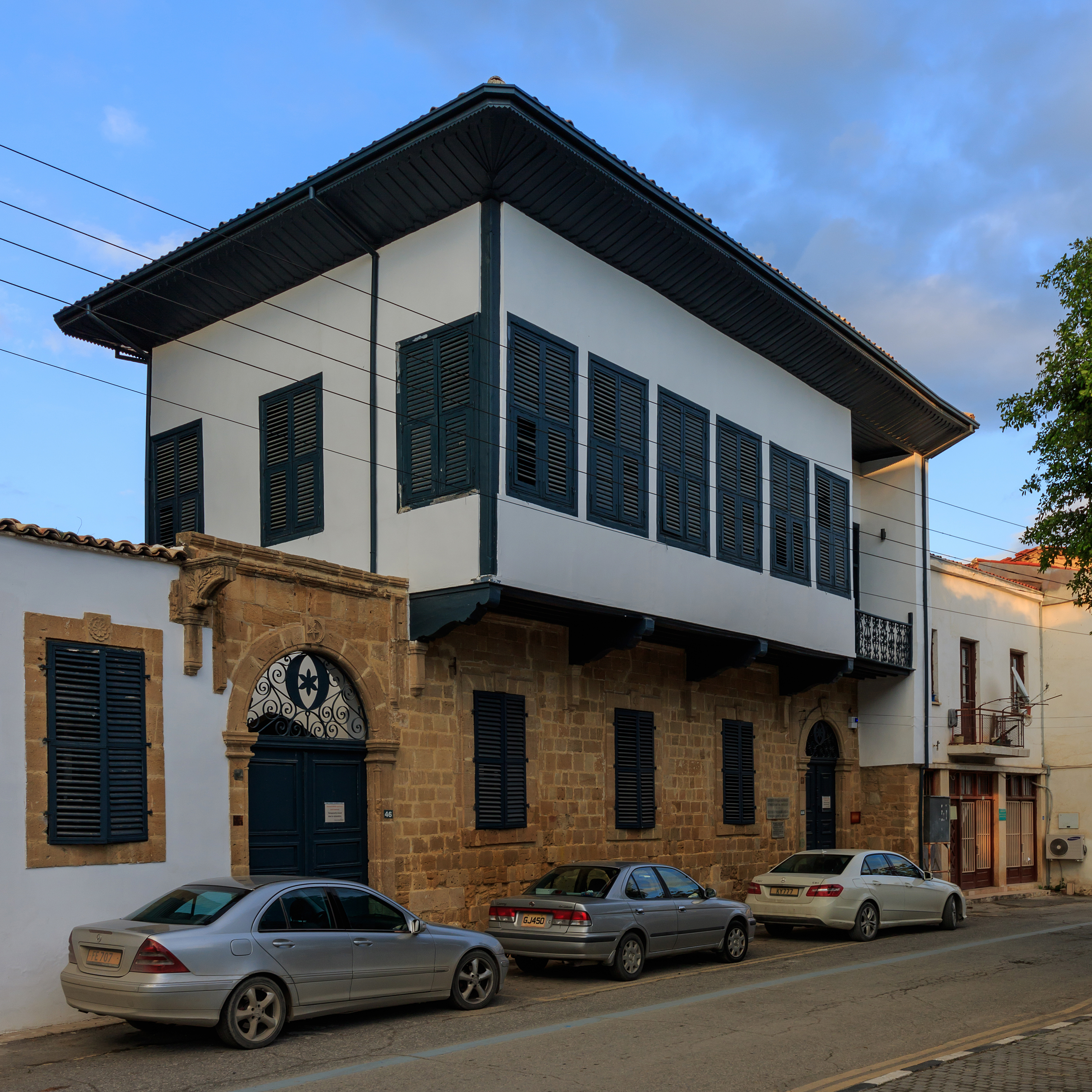
عمارت درویش پاشا در سال ۲۰۱۷

عمارت درویش پاشا (به ترکی استانبولی: Derviş Paşa Konağı) یک عمارت تاریخی و موزه مردم‌شناسی در محله عرب احمد در نیکوزیا (پایتخت قبرس) است که درحال‌حاضر در نیکوزیای شمالی واقع شده است. این بنا در خیابان بلیغ پاشا واقع شده و دو طبقه دارد. این بنا یکی از بهترین نمونه‌های معماری عثمانی در قبرس محسوب می‌شود.
عمارت فعلی بر روی یک ساختمان گوتیک قدیمی‌تر در همان مکان ساخته شده است. روی در ورودی آن تاریخ ۱۸۰۱ حک شده است که نشان می‌دهد این تاریخ، تاریخ ساخت بنا بوده است. این بنا در سال ۱۸۶۹ تعمیر شد و کنده‌کاری‌های چوبی تزیینی روی سقف آن مربوط به همین سال است. این ملک در پایان قرن نوزدهم متعلق به حاجی احمد درویش افندی، که یک قبرسی ترک ثروتمند بود و مالک زمین‌های وسیعی در خارج از شهر محصور نیکوزیا بود.
طبقه پایین از سنگ و طبقه بالا از خشت ساخته شده است. معماری آن حال و هوای عثمانی شدیدی دارد و سبک زندگی عثمانی‌ها در آن زمان را منعکس می‌کند. این بنا دو در ورودی دارد که ازنظر تاریخی، یکی برای مردان (سِلاملیک) و دیگری برای زنان (حرمسرا) بوده است. این خانه یک حیاط داخلی بزرگ دارد که اعضای خانواده بدون قرار گرفتن در معرض فضای بیرون، از آن برای استراحت استفاده می‌کردند. یک پنجره قوسی (شاه‌نشین) در طبقه بالا به سبک بغدادی ساخته شده است.
در سال ۱۹۷۹، این عمارت در خطر فروپاشی بود. این بنا در سال ۱۹۸۱ توسط دولت قبرس ترک‌نشین خریداری شد و پس‌از بازسازی، در ۲۱ مارس ۱۹۸۸ به‌عنوان موزه مردم‌شناسی به روی بازدیدکنندگان گشوده شد. این پروژه به‌عنوان اولین پروژه نوسازی مهم در قبرس شمالی قابل توجه است. در این عمارت، دارایی‌های سبک زندگی سنتی قبرسی، مانند ظروف آشپزخانه، ابزار سوزن‌دوزی و همچنین شمشیرهای قدیمی و لباس‌های تاریخی به نمایش گذاشته شده است.

## نگارخانه

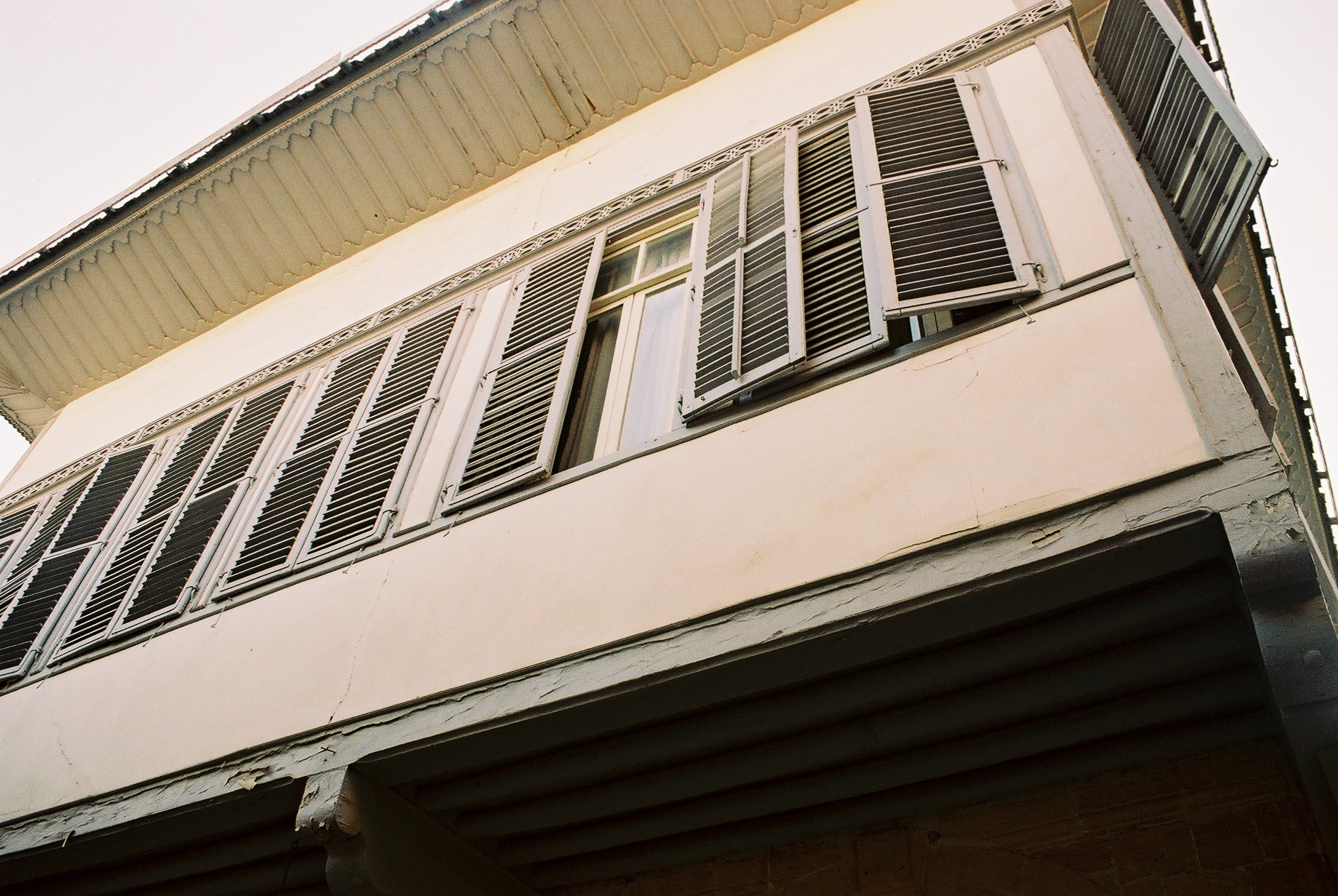
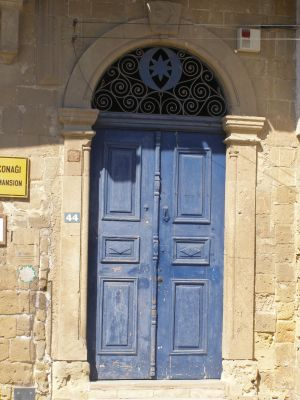
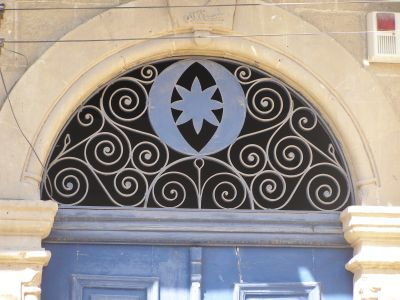